# Борисов, Кузьма Алексеевич
Кузьма Алексеевич Борисов (1901, с. Старая Буда (ныне Чауский район Могилевской области — 1967) — Герой Социалистического Труда (1958). Начальник Доменного цеха Кузнецкого металлургического комбината.

## Биография
С 1919 по 1923 служил в Красной Армии, принимал участие в боевых действиях.
С 1923 по 1932 год работал на Днепродзержинском заводе. В 1932 по путевке Комсомола направлен на Кузнецкий металлургический комбинат. Стал работать сварщиком, затем старшим сварщиком по нагреву металла в рельсобалочном цехе. В 1942 году был избран секретарем партбюро в Прокатном цехе.
Награды «Почетный металлург», орден Ленина (1949 г.), медаль «За доблестный труд в Великой Отечественной войне 1941—1945 гг.», значок «Отличник социалистического соревнования черной металлургии» (1947 г.).
В 1958 году за выдающиеся успехи, достигнутые в деле развития черной металлургии, Борисову Кузьме Алексеевичу указом Президиума Верховного Совета СССР от 19 июля было присвоено звание Героя Социалистического Труда.
3 февраля 1961 года Борисов Кузьма Алексеевич ушел на пенсию. Умер после 1967 года.